# Jelle Vanendert
Jelle Vanendert (Neerpelt, 19 de febrer de 1985) és un ciclista belga, professional des del 2007 fins al 2021.
Especialista en les clàssiques flamenques, en el seu palmarès destaca la Fletxa flamenca de 2007, però sobretot la 14a etapa del Tour de França de 2011. Amb aquesta victòria es convertia en el primer ciclista belga en guanyar una etapa de muntanya al Tour de França des que Lucien van Impe o fes a Avoriaz al Tour de 1983.
El seu germà Dennis i el seu cosí Roy Sentjens també s'han dedicat al ciclisme.

## Palmarès
- 2004
  - Vencedor d'una etapa del Tour de Namur
- 2006
  - 1r al Gran Premi de Waregem
  - 1r al Gran Premi Joseph Bruyère
  - Vencedor d'una etapa de la Ronda de l'Isard d'Arieja
- 2007
  - 1r a la Fletxa flamenca
- 2011
  - Vencedor d'una etapa del Tour de França
- 2018
  - Vencedor d'una etapa a la Volta a Bèlgica

### Resultats a la Volta a Espanya
- 2008. 101è de la classificació general
- 2010. Abandona (15a etapa)
- 2013. Abandona (13a etapa)
- 2015. 82è de la classificació general

### Resultats al Giro d'Itàlia
- 2009. Abandona (14a etapa)
- 2016. 92è de la classificació general
- 2019. Abandona (5a etapa)

### Resultats al Tour de França
- 2011. 20è de la classificació general. Vencedor de la 14a etapa
- 2012. 29è de la classificació general
- 2018. Abandona (19a etapa)